# Super Robot Taisen R
Super Robot Taisen R (スーパーロボット大戦R) est un jeu vidéo de type tactical RPG développé par AI et édité par Banpresto, sorti en 2002 sur Game Boy Advance.